# Astrofysik i ljusets hastighet
Astrofysik i ljusets hastighet (engelsk originaltitel: Astrophysics for People in a Hurry) är en populärvetenskaplig bok om astrofysik av Neil deGrasse Tyson utgiven 2017. Boken handlar bland annat om strängteorin, mörk materia och kvarkar. Den är skriven på ett kortfattat sätt till personer som vill få en överblick över astrofysik.